# 圖爾努魯耶尼鄉
45°23′N 22°20′E / 45.383°N 22.333°E
圖爾努魯耶尼鄉（羅馬尼亞語：Comuna Turnu Ruieni, Caraș-Severin），是羅馬尼亞的鄉份，位於該國西南部，由卡拉什-塞維林縣負責管轄，面積161平方公里，2007年人口3,581，人口密度每平方公里22人。